# Ассамская литература
Ассамская литература — литература ассамцев — народа, живущего в северо-восточной части Индии (штат Ассам), в Бутане и Бангладеш.
Развивалась на основе устного народного творчества (сказки, баллады, песни). Первые литературные произведения относятся к XI—XII векам. (Афоризмы философа Дака, позже — книга «Высказывания Дака»).
Письменная ассамская литература появилась в конце XIII — начале XIV веков. В ассамской литературе XV—XVI веков отображались идеи антифеодального религиозно-реформаторского движения бхакти, идеологами которого в Ассаме были талантливые поэты и драматурги Шанкардев и Мадхавдев. В XVII—XVIII веках распространились исторические хроники (буранджи) и биографии религиозных деятелей (чаритапутхи).
Во 2-й половине XIX в. зародилась национальная пресса, возникли новые литературные жанры — рассказ, исторический и социальный романы.
Наиболее известные писатели этого периода — Д. П. Агарвала, Лакшминатха Безбаруа, Госвами Хемчандра, Падманатх Гохан Баруа, Хемчандра Баруа.
Для ассамской литературы периода борьбы против английского колониализма характерны патриотические идеи («Пламенные песни» П. Чаудхури, стихи Л. Безбаруа, Л. Бхаттачарьи, А. Чаудхури). Известные поэты того времени — Ч. К. Агарвалла, Н. Пхукан, Х. Барбаруа.
Заметное место в ассамской литературе занимают писатели 2-й половины XX века — С. А. Малик, Ч. К. Гогой, Динанатх Шарма, Н. Пхукан, С. Ч. Госвами, Н. Н. Чаудхури, Г. Баруа, Р. Бардолой, Х. Дек, Н. Бор.